# Lista de episódios de Freezing
Freezing (japonês: フリージング, Hepburn: Furījingu) é uma série de mangá japonesa, criada e ilustrada pelos coreanos Dall-Young Lim e Kwang-Hyun Kim. A série começou a ser publicada pela  Kill Time Communication, uma empresa japonesa focada em conteúdo adulto, através de sua revista Comic Valkyrie em 2007. A série gira em torno de uma força extraterrestre chamada de “Nova” que está invadindo a terra e as meninas geneticamente manipuladas chamadas de “Pandora” que combatem os Novas. A história foca em Kazuya Aoi, um “limitador” cuja falecida irmã era uma “Pandora” e em Satellizer El Bridget, uma “Pandora” de personalidade fria conhecida pela alcunha de “A Rainha Intocável” isso por causa da sua intensa afefobia, ambos estão matriculados na West Genetics Academy (Academia Genética do Oeste), uma escola que treina “pandoras” e “limitadores” a lutarem contra o “Nova”.
Uma adaptação para o anime foi produzida pela A.C.G.T. indo ao ar pela  AT-X entre 8 de Janeiro e 2 de Abril de 2011. Foi ao arsem censura, em format 4:3 AT-X enquanto na Tokyo MX (que começou em 9 de Janeiro) e outros canais passaram no formato 16:9 widescreen e fortemente censurada. Seis  volumes de DVD e Blu-ray serão lançados pela Media Factory entre 23 de Março e 24 de Agosto de 2011, cada volume conterá dois episódios O.V.A. (Original Video Animation) chamados de Heart-Throbbing Trouble♥Freezing (はじけちゃう!ドキドキトラブル♥フリージング Hajikechau! Dokidoki Toraburu♥Furījingu?). O tema de abertura é “Color”, “Cor” por Maria uma cover da música de Hatsune Miku, o tema fina é "To Protect You" “Para Proteger Você” (君を守りたい Kimi wo Mamoritai?) por  Aika Kobayashi. Um CD single contendo as duas músicas foi lançado pela Media Factory em 23 de Fevereiro de 2011, em 21 de Janeiro de 2011 a  Funimation Entertainment anunciou que vai transmitir a série (em seu formato censurado) em seu portal. Os dois primeiros episódios estrearam em 24 de Janeiro de 2011, com novos episódios transmitidos toda segunda-feira. A Funimation mais tarde anunciou que comprou os direitos do anime e vai lançar oficialmene em 2012 em DVD e Blu-ray.
O tema de abertura da série é "Cor" por Maria, um cover de uma canção de Hatsune Miku  e o tema final é Kimi wo Mamoritai ( 君を守りたい ? ", para te proteger") por Aika Kobayashi. Um CD single contendo duas músicas foi lançado pela Media Factory em 23 de fevereiro de 2011

## Lista de Episódios
| N.º | Título em português Título original                                                         | Exibição original       |
| --- | ------------------------------------------------------------------------------------------- | ----------------------- |
| 1 | "Rainha Intocável" (em japonês: アンタッチャブルの女王)                                     | 8 de janeiro de 2011    |
| Em uma batalha real para determinar o ranking das Pandoras do segundo ano, Satellizer el Bridget, a rainha intocável, é a mais forte do ranking Pandora. Durante a aula, a professora de física e instrutora de treinamento Yumi Kim fala sobre suas experiências como Pandora durante a última guerra contra o Nova, uma batalha difícil que só foi ganha graças ao sacrifício da companheira Pandora Kazuha Aoi. Enquanto isso, o irmão Kazuha, Kazuya, é transportado para a Academia da West genética pela aluna presidente Chiffon Fairchild e é dado um resumo sobre a natureza das Pandoras e limitadores. Kazuya chega enquanto Satellizer está em uma batalha contra a segunda no ranking do segundo ano, Ganessa Roland, Kazuya ao ver Satellizer acha que é a sua falecida irmã e abraça-a, provocando uma reação constrangedora nela e deixa-a com a guarda aberta para o ataque de Ganessa. |                                                                                             |                         |
| 2 | "Modo Pandora" (em japonês: パンドラモード)                                                 | 15 de janeiro de 2011   |
| Por causa da interferência de Kazuya, Satellizer perde a batalha contra Ganessa, que agora é a número um do ranking das Pandoras do segundo ano. Kazuya quer pedir desculpas a Satellizer, mas Chiffon aconselha-o contra devido à afefobia de Satellizer e sua propensão para atacar quem a toca. Logo, Satellizer chega e Kazuya tenta se desculpar. Apesar Kazuya segurar seu braço, Satellizer não faz nada, mas diz para deixá-la sozinha. Ganessa regozijando chega até Satellizer com insultos e logo começa uma luta entre as duas, apesar das advertências de Chiffon. Quando Satellizer mesmo machucada consegue facilmente coloca-la ao chão, Ganessa entra em modo de Pandora e começa a bater e torturar Satellizer. Kazuya tenta interromper a luta, mas Ganessa o estapeia a distância o que faz Satellizer reagir e entrar em modo de Pandora. Yumi e a médica Eliza Schmitz chegam para interromper o combate e punir as duas meninas com detenção. Depois de conhecer a diretora e seu vizinho de quarto, Arthur Crypton, Limitador de Ganessa, Kazuya ainda quer se desculpar adequadamente com Satellizer. Enquanto isso, uma Pandora, Miyabi Kannazuki, se interessa por Kazuya e quer fazer dele seu mais novo limitador. |                                                                                             |                         |
| 3 | "Accelerating Turn" Transliteração: "Dengen wo Irete Kasoku" (em japonês: 電源を入れて加速) | 22 de janeiro de 2011   |
| Depois de se apresentar à sua classe e almoçar com a representante de classe Kaho Hiiragi, Kazuya decide ir procurar por Satellizer para se desculpar apropriadamente. Ele a encontra no telhado, e através de uma conversa tem o prazer de descobrir que ela é tímida e uma boa pessoa. Arthur e Kaho ficam chocados ao descobrir que Kazuya pode falar com ela normalmente. No entanto, a Pandora Miyabi do terceiro ano e seus três Limitadores chagam ao telhado e Miyabi quer fazer de Kazuya seu mais novo limitador, mas quando ele rejeita a oferta, ela ameaça Kazuya, Satellizer levanta sua arma e desafia Miyabi a encostar um dedo sequer em Kazuya. Como isso começa a luta das Pandoras, Miyabi usa o giro de aceleração (accel Turn) para aumentar sua velocidade, mas é surpreendida ao saber que Satellizer também pode usar a mesma técnica. Depois de ter o rosto atingido se irrita da ordens aos seus Limitadores para congelarem tanto Kazuya quanto Satellizer. Miyabi e seus limitadores começam a humilhar e assediar sexualmente Satellizer, Kazuya ativa seus poderes de congelamento para detê-los. Nesse momento Yumi, Eliza e Chiffon chegam para interromper o combate, Satellizer já espancou Myabe e seus limitadores e está prestes a desferir um golpe mortal quando Kazuya implora a ela para parar, o que ela faz. Yumi e Eliza ficam intrigadas pelos segredos das habilidades de Kazuya, Chiffon avisa-o novamente para ficar longe de Satellizer porque ela é agora será alvo das outras alunas do terceiro ano, porque desrespeitou a hierarquia da Academia. Ao mesmo tempo, Attia Simmons informa Ingrid Bernstein sobre o que aconteceu.                                                                                               |                                                                                             |                         |
| 4 | "Tempest Turn" (em japonês: テンペストターン)                                               | 29 de janeiro de 2011   |
| Depois de passar uma semana confinada por suas ações, Satellizer encara Ingrid, que a desafia para um duelo para puni-la por ir contra o terceiro ano diz para obter um limitador. Após ouvir sobre isso, Kazuya procura Satellizer e implora para deixá-lo ser seu companheiro, mas ela recusa. Em vez disso, Sattelizer ataca Ingrid antes, mas Ingrid é bem forte e obtém a vantagem graças a sua Tempest Turn. Quando seu limitador, Leo, chega Ingrid da à Satellizer mais uma chance de obter um limitador, Kazuya apesar de ser advertido das consequências de se associar com Satellizer aparece. Graças à sua capacidade de congelação poderosa, Satellizer é capaz de derrubar os dois, Leo e Ingrid, porém Ingrid se recusa a perder e entra em modo Pandora, Kazuya a questiona porque disciplina e hierarquia são questões tão sérias para ela. Ganessa revela a Kazuya que um ano atrás, durante uma batalha, a melhor amiga de Ingrid, Marina morreu enquanto lutava sozinha contra um Nova e acredita que se as alunas mais jovens não tivessem fugido Marina teria sobrevivido. Ouvindo isto, Kazuya congela Ingrid e diz que compreende a sua dor, pois também perdeu a irmã. Ele diz a ela suas ações estão contaminando as memórias de sua falecida amiga, que Marina não morreu em vão, na verdade sacrificou sua vida para proteger os estudantes mais jovens. Ganessa confirma. Ingrid percebe que não é isso que Marina queria, e cai em prantos na verdade. |                                                                                             |                         |
| 5 | "Ela é Rana Linchen" (em japonês: 彼女はラナLinchenです)                                    | 5 de fevereiro de 2011  |
| Satellizer finalmente aceita Kazuya como seu limitador, pois não se sente desconfortável quando ele a toca e pode fazer o congelamento sem a realização de um batismo. Arthur e Kaho estão chocados com esta evolução e mais ainda quando descobrem que Satellizer convidou Kazuya para ir ao seu quarto de noite. Enquanto isso, uma nova aluna do Tibete chamada Lana Linchen chega a West Genética. Quando Kazuya, Arthur e Kaho estão a caminho do dormitório feminino, são confrontados com as Pandoras do segundo ano, Audrey Duval (3ª do Ranking do 2º ano), Tris Mackenzie (4ª do Ranking do 2º ano) e Aika Takeuchi (5ª do Ranking do 2º ano), todas perderam para Satellizer, querem levar Kazuya e torturam Arthur e Kaho por interferir. Na raiva, Kazuya ativa seus poderes de congelamento, mas logo perde a consciência, mas Lana chega para resgatá-los e derrota as Pandoras do segundo ano. Informado sobre o que aconteceu, Satellizer visita Kazuya no hospital. Em uma conversa com Arthur e Kaho, Lana acredita que Kazuya é o seu escolhido (Limitador), mas Arthur e Kaho aconselham a não se envolver com Kazuya que é limitador de Satellizer. Enquanto isso, Attia, Elizabeth Mably e outra do terceiro ano discutem sobre os acontecimentos recentes. |                                                                                             |                         |
| 6 | "Manipulação" Transliteração: "Inbou" (em japonês: 陰謀)                                    | 12 de fevereiro de 2011 |
| Lana esta na mesma classe que Satellizer e se mostra uma lutadora formidável derrotando Ganessa durante uma sessão prática. Apesar de ser advertida, Lana procura Kazuya e se insinua a ele esperando fazê-lo seu parceiro o que causa muito ciúmes em Satellizer. Arthur e Kaho continuam a advertir Kazuya a não ser com Satellizer depois de lhe contar como ela foi retida um ano e expulsa do East Genética por ferindo gravemente um limitador playboy. Mais tarde, Attia conta mentiras para Lana a respeito de Satellizer que só está usando Kazuya por seus poderes de congelamento, o que faz Lana procurar por Satellizer e leva-la a um centro de treinamento onde elas lutam sobre quem deve ser o parceiro de Kazuya. Depois de uma luta brutal, Kazuya intervém e esclarece para Lana a verdade sobre seu relacionamento com Satellizer, mas Attia, junto com outras duas do terceiro ano, Arnett McMillan e Cleo Marca, chegam. |                                                                                             |                         |
| 7 | "Sanção" Transliteração: "Seisai" (em japonês: 制裁)                                        | 19 de fevereiro de 2011 |
| Depois de Kazuya ficar inconsciente, Satellizer começa a lutar contra Arnett, enquanto Lana, que procura vingança por ter sido usada vai contra a Cleo. Arnett consegue usar sua técnica de Duplo Accel permitindo cortar o pescoço de Satellizer, enquanto Lana é igualmente dominada pelo Tempest Turn de Cleo. Enquanto tenta permanecer consciente as alunas do terceiro ano argumentam sobre o que fazer com ela, Satellizer lembra quando ela e sua mãe foram levadas para a casa de El Bridget. Porque a mãe era amante de seu pai, Satellizer foi maltratada por seu meio-irmão, Luís, que ainda abusou sexualmente dela, foi obrigada a suportá-lo por causa de sua mãe até que sua meia-irmã Violet descobre e o detém. Em seu leito de morte, a mãe de Satellizer pede desculpas pelo ela passou e incentiva a nunca perder para ninguém. Lembrando-se das palavras, Satellizer se levanta e derrota Arnett com uma técnica de aceleração, enquanto Lana usa um Triple accel em Cleo juntamente com o seu estilo de luta a derrota. No entanto, todas as quatro meninas se recusam a desistir, mas a luta é interrompida quando Chiffon e Ticy chegam e as ordena que parem Chiffon rapidamente subjuga Arnett em sua desobediência. Satellizer e Lana levam Kazuya para o hospital, Chiffon se encontra com Elizabeth, na piscina e diz para ela parar de atacar Satellizer que é inútil e os dias de paz estão prestes a acabar. |                                                                                             |                         |
| 8 | "Rainha Pandora" Transliteração: "Pandora no Jou" (em japonês: パンドラの女王)              | 26 de fevereiro de 2011 |
| A West Genética vai realizar um baile, Satellizer e Lana querem ir com Kazuya que escolhe Satellizer. Enquanto isso, Elizabeth decide seguir o conselho de Chiffon e diz ao terceiro ano que parem de atacar Satellizer, mas Attia ainda quer humilhar Satellizer. Na noite do baile, Attia desafia Satellizer para competir no concurso de beleza Rainha Pandora. Quando ela está prestes a subir ao palco Satellizer fica nervosa, mas Lana, que também está competindo incentiva a resistir a isso por causa de seu parceiro. Apesar de ser tímida no palco, sua timidez agrada a multidão e ela ganha a coroa. Irritada com sua perda, Attia arranja para Satellizer para vestir uma roupa que se torna transparente sob os holofotes, mas Kazuya usa a sua capacidade de congelamento para congelar a multidão e ajuda Satellizer escapar dessa situação embaraçosa. |                                                                                             |                         |
| 9 | "Godspeed of the East" (em japonês: 東のゴッドスピード)                                     | 5 de março de 2011      |
| Kazuya é convidado a visitar a East Genética conhecer a 1 º do ranking das pandoras do terceiro ano, Cassie Lockheart, que possui os Estigmas de sua irmã, Kazuha. Apesar de seu potencial, ela explica que planeja se aposentar após graduar-se para se tornar um romancista. No caminho de volta para casa, a irmã Margaret revela que Satellizer também possui seis Stigmas de Kazuha, mas mostrou pouca compatibilidade com eles. Cassie revela a professora Milena a razão pela qual ela não quer se juntar ao Chevaliers, tropa de elite Pandora, foi porque estava lá quando Satellizer atacou o playboy limitador quando ela ainda era estudante na East Genética, não importa quantas vezes Cassie a derrubasse ela se levantava o que a fez perceber o quão fraca era. Nisso a East Genética é atacada por um grupo de Nova Tipo S, que apresentam habilidades que nunca foram vistas antes, esmagando as alunas e absorvendo algumas das Pandoras, incluindo Cassie e Milena. Kazuya fala com Arthur e Kaho sobre os estigmas de sua irmã, Satellizer ouve e acredita que Kazuya só escolheu porque ela lembrou sua irmã. |                                                                                             |                         |
| 10 | "Um tipo novo de NOVA" (em japonês: NOVAフォーム)                                           | 12 de março de 2011     |
| A West Genética envia suas Pandoras do quarto ano para reforçar a East Genética, logo a West Genética é cercada e atacada pelo Nova. Com o quarto ano longe demais para ajudá-los, Eliza e Yumi lideram o restante do quarto ano e as Forças Armadas às linhas de frente enquanto o resto das Pandoras e limitadores são ficam de guarda na Academia. No entanto, o Nova lançar lança um ataque com as Pandoras infectadas que foram absorvidas. Enquanto isso, Satellizer está irritada achando que Kazuya a vê como uma substituta para sua irmã, mas antes que ele possa explicar os dois, juntamente com Lana, Ganessa e Arthur, são chamados pela Irmã Margaret para defender a instalação subterrânea Ravensborne Nucleohede que mantém o corpo de Maria Lancelot, a primeira mãe e Pandora. Um pequeno grupo liderados por Cassie e Milena conseguem entrar na instalação subterrânea. Irmã Margaret percebe que o alvo é o corpo de Maria e lamenta o fato de os estigmas que dão a uma Pandora seu poder vem do Nova e também são os responsáveis por transformar as Pandoras em um tipo de Nova. |                                                                                             |                         |
| 11 | "Emboscada! Ravensborne Nuclecheode" (em japonês: AMBUSH! Ravensbourneのヌクレオチド)       | 26 de março de 2011     |
| Conforme os ataques se aproximam do Nucleocheode Ravensborne, Ingrid, Cleo, Arnett, Attia e seus limitadores entram em combate. Cassie e Milena conseguem evitá-las só para encontrar Elizabeth e seu limitador, que aprende que o estigma no peito é o ponto fraco. No entanto, Cassie penetra nos níveis inferiores, onde Satellizer e os outros estão. Depois de derrotar Lana e Ganessa, Cassie vai atrás de Satellizer que recusa a ajuda de Kazuya, onde se inicia uma feroz batalha usando todas as suas técnicas de aceleração. Como Cassie prepara um golpe final para Satellizer, Kazuya usa todas as suas habilidades de congelação em Cassie e diz Satellizer como ela é importante para ele e que se preocupa em ser seu parceiro. Cassie se liberta de Congelamento de Kazuya e temporariamente volta em seu estado normal, implora a Satellizer para detê-la antes de seu estigma Nova assuma o controle novamente. Enquanto isso, Milena derrota Elizabeth e finalmente chega ao local onde corpo de Maria está. |                                                                                             |                         |
| 12 | "Satellizer VS. Pandora" (em japonês: サテライザーVS.パンドラ)                              | 7 de abril de 2011      |
| Milena é interrompido por Chiffon e Ticy de se aproximar do corpo de Maria. Enquanto isso, Cassie dispara um raio de energia na Satellizer, mas Ganessa sacrifica-se para protegê-la. Traumatizada com a morte Ganessa a quem considera companheira Satellizer enlouquece e transforma-se em uma Nova Forma, começa a absorver estigmas do corpo de Maria, bate violentamente em Cassie, cortando ambos os braços e arrancando seu estigma infectado. Livre do controle do Nova, Cassie implora para que Satellizer a mate, mas ela é interrompida por Kazuya, que consegue segurá-la e acalmá-la, e transforma-la de volta ao normal. Para surpresa de todos Ganessa começa a tossir indicando que só estava inconsciente, Milena também é derrotada, o último Nova remanescente usa a Estigma de Milena como um farol para se tele portar para o Ravensborne Nucleocheode, forçando Satellizer, Lana, Ingrid, Cleo, Arnett, Attia, Elizabeth, Chiffon e Ticy a combatê-lo. No entanto, o Nova usa os estigma infectado de Cassie que está na mão de Satellizer para domina-la e lança uma poderosa capacidade de congelação para parar as Pandoras. Kazuya ativa seu congelamento na Satellizer e graças ao espírito Kazuha, ela se liberta do controle do Nova e finalmente permite que as Pandoras lutem. Depois de se recuperar e retornar a East Oriente Genética, Cassie, influenciada tanto por Kazuya e Satellizer, diz a Milena que vai se juntar aos Chevalier e ser uma romancista. E com a mudança de personalidade, as Pandoras comentam o quanto Satellizer mudou graças à Kazuya. No epílogo, a irmã Margaret tem uma conversa com um "Professor Aoi" sobre os estigmas serem uma espada de dois gumes, mas ele avisa que a luta com o Nova está longe de terminar. |                                                                                             |                         |

### Lista de OVAs
| N.º | Título em português Título original | Exibição original   |
| --- | --- | ------------------- |
| 1 | "Eu Quero Tocá-la ♥ Satellizer, a Garota de Óculos" Transliteração: "Sesshoshitai no ♥ Megane-musune Sateraizā" (em japonês: 接触したいの♥メガネっ娘サテライザー) | 29 de Março de 2011 |
| Satellizer Kazuya batalham contra Ganessa e Arthur mas, Satellizer está resfriada e ao espirrar acidentalmente desabilita a txtura volt e fica completamente nua. Satellizer é agarrada por Lana que resolve ficar nua também e desabilita sua textura volt. Ganessa com ciúmes e acusando-as de estarem seduzindo Arthur, também desabilita sua textura volt e começa a apalpar Lana. Kazuya, que esta ferido não consegue fazer nada a não ser olhar para as resfriadas. | |                     |
| 2 | "Muitos Segredos ♥ O Primeiro Convite para a Sala" Transliteração: "Himitsu ga Ippai ♥ Hatsu Heya-iri" (em japonês: 秘密がいっぱい♥初部屋入り)                    | 27 de Abril de 2011 |
| Dentro daqueles locais de banho típicos do Japão Arnett, Cleo, Attia e Ingrid perguntam a Satellizer se ela já convidou Kazuya para seu quarto. Quando revela que não por não saber o que fazer as meninas decidem ensina-la, no entanto Elizabeth chega e detona com as meninas lembrando-as como foi a primeira vez de cada, um desastre. Assim que Elizabeth vai ensina-las, Chiffon chega e já cai ao chão de tanto rir da conversa das meninas.                       | |                     |